# Ercheia forsayethi
Ercheia forsayethi är en fjärilsart som beskrevs av Embrik Strand 1914. Ercheia forsayethi ingår i släktet Ercheia och familjen nattflyn. Inga underarter finns listade i Catalogue of Life.